# Gymnomyza aubryana
Gymnomyza aubryana là một loài chim trong họ Meliphagidae.